# Bob Dennison
Robert Smith Dennison (Amble, 6 marzo 1912 – Gillingham, 19 giugno 1996) è stato un allenatore di calcio e calciatore inglese, di ruolo difensore.

## Caratteristiche tecniche

### Giocatore
Era un difensore centrale.

## Carriera

### Giocatore
Tra il 1929 ed il 1934 ha giocato nella prima divisione inglese con la maglia del Newcastle Utd, segnando 2 reti in 11 partite in questa categoria e vincendo la FA Cup 1931-1932. Ha poi trascorso la stagione 1934-1935 al Nottingham Forest, con cui ha messo a segno 5 reti in 15 presenze nella Second Division 1934-1935. Tra il 1935 ed il 1945 ha militato nel Fulham, con cui ha totalizzato complessivamente altre 31 partite nella seconda divisione inglese. Dal 1945 al 1947 ha invece giocato per due anni nel Northampton Town nella terza divisione inglese, categoria nella quale ha disputato 55 partite.

### Allenatore
Ha iniziato ad allenare nel 1949 sempre al Northampton, dove è rimasto fino al 1954, ottenendo come miglior piazzamento nella terza divisione inglese un terzo posto nella stagione 1949-1950, comunque non sufficiente ad ottenere la promozione nella categoria superiore. Nel 1954 sale di categoria, diventando allenatore del Middlesbrough, club di seconda divisione, dove rimane fino al 1963: nell'arco di questi nove anni, il miglior piazzamento ottenuto è il quarto posto del campionato 1962-1963, nel quale il Boro arriva a tre punti dal secondo posto che gli avrebbe garantito la promozione in prima divisione; insieme ai due quinti posti in classifica della Second Division 1959-1960 e della Second Division 1960-1961 ed al sesto posto della Second Division 1956-1957 (ma a soli sei punti dalla zona promozione), si tratta dell'unico piazzamento a ridosso della zona promozione: nelle rimanenti stagioni il club ottiene infatti piazzamenti di metà classifica, senza comunque mai venire coinvolto nella lotta per non retrocedere (il peggior piazzamento ottenuto sotto la guida tecnica di Dennison è infatti il quattordicesimo posto in classifica del campionato 1955-1956).
Terminata l'esperienza al Middlesbrough, dal 1963 al 1967 Dennison allena l'Hereford Utd, club di Southern Football League, all'epoca la massima divisione dilettantistica inglese; in seguito lavora come scout per il Coventry City, club di cui nel 1972 diventa anche per un breve periodo allenatore ad interim.

## Palmarès

### Giocatore

#### Competizioni nazionali
- Coppa d'Inghilterra: 1

Newcastle: 1931-1932